# Grodzisk Mazowiecki (công xã)
Gmina Grodzisk Mazowiecki là một đô thị-nông thôn (công xã) ở Grodzisk Mazowiecki, Masovian Voivodeship, ở miền đông trung bộ Ba Lan. Khu vực hành chính của nó là thị trấn Grodzisk Mazowiecki, nằm cách khoảng 29 kilômét (18 mi) về phía tây nam Warsaw.
Gmina có diện tích 107,03 kilômét vuông (41,3 dặm vuông Anh), và tính đến năm 2006, tổng dân số của nó là 37.432 (trong đó dân số Grodzisk Mazowiecki lên tới 27.055, và dân số của vùng nông thôn của Gmina là 10.377).

## Làng
Ngoài thị trấn Grodzisk Mazowiecki, Gmina Grodzisk Mazowiecki gồm các làng và các khu định cư của Adamów, Adamowizna, Chlebnia, Chrzanow Duży, Chrzanow Maly, Czarny Las, Izdebno Kościelne, Janinów, Kady, Kałęczyn, Kozerki, Kozery, Kraśnicza Wola, Książenice, Makówka, Marynin, Mościska, Natolin, Nowe Izdebno, Nowe Kłudno, Nowe Kozery, Odrano-Wola, Opypy, Radonie, Stare Kłudno, Szczęsne, Tłuste, Urszulin, Wężyk, Władków, Wolka Grodziska, Zabłotnia và Żuków.

## Gmina lân cận
Gmina Grodzisk Mazowiecki giáp với Gmina Milanówek và các Gmina của Baranów, Błonie, Brwinów, Jaktorów, Nadarzyn, Radziejowice và Zabia Wola.